# Греки в Уругвае
Греки в Уругвае (исп. Griegos en Uruguay, греч. Έλληνες της Ουρουγουάης) — часть жителей Уругвая, которая имеет полное или частичное греческое происхождение, или те жители Уругвая, которые родились в Греции.

## Обзор
Греческое сообщество в Уругвае насчитывает 25 000—28 000 человек; большинство из них живёт в Монтевидео. Некоторые из них также живут в приграничном городе Ривера. Перепись населения 2011 года в Уругвае показала, что 103 человека родились в Греции.
Центр сообщества уругвайских греков и греческая православная церковь Святого Николая находятся в Прадо, районе (баррио) Монтевидео. Другое важное учреждение уругвайских греков — фонд Марии Цакос (исп. Fundacion Maria Tsakos), который даёт бесплатные уроки греческого языка, танцев и кухни, а также организует культурные мероприятия. Известный уругвайский футболист, Обдулио Варела, имеет частичное греческое происхождение, и до сих пор является единственным уругвайским греком, выигравшим чемпионат мира по футболу. Также среди уругвайцев-выходцев из Греции есть арумыны и меглениты, которые привыкли к уругвайской культуре благодаря сходству румынского и испанского.
В стране также есть очень небольшое количество греческих евреев.

## Известные люди
- Обдулио Варела, футболист
- Хосе Холебас, футболист
- Фернандо Канапкис, футболист
- Грасиэла Параскевайдис, музыковед
- Сирке Майя, поэт